# Balmhorn
Balmhorn – szczyt w Alpach Berneńskich, części Alp Zachodnich. Leży w Szwajcarii w kantonach Valais i Berno. Należy do głównego łańcucha Alp Berneńskich. Można go zdobyć ze schroniska Lötschenpasshütte (2690 m) lub Balmhornhütte (1956 m).
Pierwszego odnotowanego wejścia dokonał Frank Walker, Horace Walker, Lucy Walker, Jakob Anderegg i Melchior Anderegg 21 lipca 1864 r.